# Xã Blaine, Quận Ida, Iowa
Xã Blaine (tiếng Anh: Blaine Township) là một xã thuộc quận Ida, tiểu bang Iowa, Hoa Kỳ. Năm 2010, dân số của xã này là 428 người.